# Йенская обсерватория
Йенский астрофизический институт и университетская обсерватория — астрономическая обсерватория, основанная около 1820 года в Йене, Тюрингия, Германия при Йенском университете имени Фридриха Шиллера.

## Руководители обсерватории
- Karl Dietrich von Münchow - первый директор обсерватории
- 1877 - 1889 - Аббе, Эрнст
- 1929 - 1933 - de:Heinrich Vogt (Astronom)
- 1933 - 1945 - de:Heinrich Friedrich Siedentopf

## История обсерватории
В создании обсерватории принимали участие Карл Август Саксен-Веймар-Эйзенахский и Гёте. Обсерватория изначально базировалась в доме Шиллера. В 1889 году на соседнем участке земли было построено новое здание обсерватории. С 1962 года существует лесная обсерватория в Гросшвабхаузен в которой установлен 90-см рефлектор. Сейчас обсерватория является, как образовательным, так и исследовательским учреждением.

## Инструменты обсерватории
- 90-см рефлектор (D = 600/900 мм, F = 1800/13500 мм) (может использоваться как 60-см камера Шмидта со светосилой 1:3)
- 25-см Кассегрен (D = 250 мм, F = 2250 мм)
- 20-см рефрактор Цейсс (D = 200 мм, F = 3000 мм)

## Направления исследований
- Формирование звезд и планет
- Нейтронные звезды
- Радионаблюдения

## Основные достижения
- В 2010-м году по результатам наблюдений на Йенской университетской обсерватории при помощи непрямого метода поиска TTV (transit timing variation — вариация времени транзита) экзопланет была построена модель, при которой в системе была открыта вторая экзопланета (условно названная WASP-3c). Её масса должна равняться примерно пятнадцати земным, а орбитальный период в два раза больше, чем у WASP-3b (3,75 дня).[1]

## Известные сотрудники
- Аббе, Эрнст
- Хофмейстер, Куно

## Адрес обсерватории
- 50°55′31″ с. ш. 11°34′59″ в. д.HGЯO - старая университетская обсерватория и общественная обсерватория (de:Volkssternwarte Urania Jena)
- 50°55′44″ с. ш. 11°29′03″ в. д.HGЯO[2] - это лесная обсерватория в поселении Гросшвабхаузен (высота над уровнем моря 370 м)

## Интересные факты
- Рядом расположены 2 купола - один принадлежит университетской обсерватории, а второй общественной обсерватории.